# Sauer 38H
Sauer 38H je bila nemška polavtomatska pištola druge svetovne vojne, ki jo je leta 1938 (od tod ime modela) izdelalo podjetje J.P. Sauer und Sohn za potrebe oboroženih sil Nemčije.

## Delovanje in materiali
Pištola Sauer 38H je bilo v času nastanka revolucionarno orožje, saj je bila to prva pištola, ki je imela na ogrodju vgrajen vzvod za varno spuščanje kladivca, ki deluje tako, da udarno iglo odmakne v trenutku, ko spusti kladivce v prednji položaj. Ta rešitev je, v povezavi s klasično varovalko, ki je bila nameščena na zaklepišču omogočala najbolj varno nošenje pištole z nabojem v cevi. Hkrati je ta rešitev ter dejstvo, da je bila pištola izdelana s kladivcem skritim v zaklepišče, ki ga ni mogoče ročno napeti, zahtevala, da pištola deluje v enojnem in dvojnem delovanju sprožilca. Kadar je želel strelec, ki je pred tem spustil kladivce v prednji položaj streljati v enojnem delovanju prožilca je pritisnil na vzvod za varno spuščanje kladivca, ki je v tem primeru kladivce ponovno napel. Sprožilec je imel na zgornjem delu luknjico, kjer je bilo mogoče videti v katerem položaju je kladivce. Če je strelec videl skozi luknjico je pomenilo, da je kladivce v prednjem položaju.
Dodatna uporabna funkcija te pištole je bil indikator vstavljenega naboja v cevi. Kadar je bil v cev vstavljen naboj je namreč za zadnjim merkom iz zaklepišča pogledala rdeče obarvana igla.
Obloge ročaja so bile izdelane iz bakelita, ostali deli pa so bili izdelani iz kakovostnega protikorozijsko zaščitenega jekla. Na zaklepišču so bili nameščeni klasični vojaški nenastavljivi odprti tritočkovni merki, ki so omogočali dokaj natančno zadevanje na razdaljah do 25 metrov.
Nekaj teh pištol je bilo izdelanih tudi v kalibrih .22 LR ter 9x17 mm (»kratka devetka«). Sauer 38H so kot službeno pištolo uporabljale nekatere enote vojaške policije in Luftwaffe.

### Kasnejši primerki
Prve pištole Sauer 38H so bile izdelane izjemno natančno in z vsemi omenjenimi varnostnimi mehanizmi. Kasneje med vojno so sprva s pištole umaknili vzvod za varno spuščanje kladivca, kasneje pa še varovalko. Tudi zaščita proti rjavenju in končna obdelava pištol, ki so prišle iz tovarne proti koncu vojne je bila slaba. Tako so med zbiratelji najbolj cenjene pištole prve generacije. Skupaj so izdelali okoli 200.000 primerkov tega orožja.